# هيديو ساساكي
هيديو ساساكي (بالإنجليزية: Hideo Sasaki)‏ هو مهندس المناظر الطبيعية أمريكي، ولد في 25 نوفمبر 1919، وتوفي في 30 أغسطس 2000.